# Дзодзова къща
Дзодзовата къща (на гръцки: Αρχοντικό Τζώτζα) е възрожденска къща в град Костур, Гърция.

## Местоположение
Къщата е разположена в северната традиционна махала Позери (Апозари) на крайбрежната улица „Ники“ (№ 100) и „Христопулос“ (№ 113) и хармонично се свързва със съседните сгради.

## История
Къщата е построена в 1860 година. В 1965 година е обявена за паметник на културата.

## Архитектура
В архитектурно отношение принадлежи към типа квадратни сгради с кръстообразно разположен салон. Така тя е сред поредицата костурски къщи от този тип – Поптърповата, двете Вергулеви - от 1850 и от 1854 година, Делидиневата и Митусевата. Има три етажа с много прозорци на втория и третия, което осигурява обилно осветление – само на северната страна има 22 вертикално разположени прозореца, затворени с дървени сенници и метални решетки. Простотата на фасадите е разчупена от кръстообразната форма – на юг влъбната, а на север приблизително в центъра на фасадатаи над входа има изпъкнала част, поддържана от две дървени колони.
Външните врати, стълбищата, подовете, таваните, покривът и носещите греди са от бор или кестеново дърво.
В двора на къщата е запазена в руини византийска баня.